# Rocinela tuberculosa
Rocinela tuberculosa är en kräftdjursart som beskrevs av Richardson1898. Rocinela tuberculosa ingår i släktet Rocinela och familjen Aegidae. Inga underarter finns listade i Catalogue of Life.